# جامع الحي القيوم
جامع الحي القيوم : هو مسجد يقع في الجنوبي الشرقي من مدينة بغداد وبالتحديد في منطقة الزعفرانية وبالقرب من منطقة باب الزراعة. حيث يستوعب المسجد أكثر من 500 مصلي ويمثل هذا المسجد مكانة في في قلوب أهالي منطقة الوليد وقاموا بإعادة ترميمه لعدة مرات من أموال المنطقة لعدم تسجيل المسجد لدى ديوان الوقف السني ولايوجد تمويل رسمي.